# Tarabulida ephippiata
Tarabulida ephippiata är en spindeldjursart som beskrevs av Roewer 1933. Tarabulida ephippiata ingår i släktet Tarabulida och familjen Daesiidae. Inga underarter finns listade i Catalogue of Life.